# 乔治·边沁

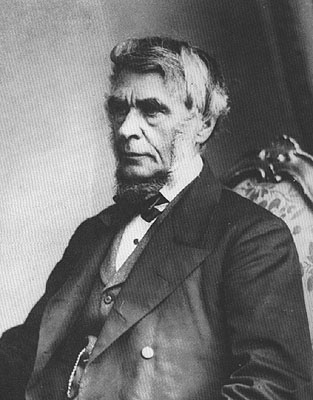

乔治·边沁（英語：George Bentham，1800年9月22日—1884年9月10日），英国植物学家。

## 生平
边沁出生于普利茅斯附近的斯托克镇，他的父亲是一位造船工程师，他的伯父是哲学家杰里米·边沁。他从来也没有接受过正式学校教育，但由于从小随父亲在国外工作，7岁时就会说法语、德语、俄语和瑞典语，后来在法国又学习了数学和希伯来语。后来他看到了德堪多的著作《法国植物》，开始对鉴定植物品种感兴趣，开始鉴别身边的植物，1823年，他到了伦敦，认识了一批植物学家，1831年他父亲去世，第二年他伯父去世，都给他留下一笔丰厚的遗产，他可以独立去做自己感兴趣的工作。
从1863年但1874年，他逐渐地接受了达尔文的物种进化理论，他写到：“15年的时间已经足够确定一种理论，影响到植物系统……不断地熟悉达尔文的方式，不同的生存环境会产生新的品种。他改变了过去以形象分类的方式，确定了系统分类法，“我们不能以一个单一品种就确定一个种的形象或一个属的形象，一个所谓典型种只能是它本身的形象。”
他到比利牛斯山区考察后，出版了第一部著作《比利牛斯和下朗格道当地植物分类》（巴黎，1826年）。1830年-1834年，他访问了欧洲几个重要标本馆，1836年，他出版了《唇形科植物属和种》。1837年冬季，他在维也纳博物馆的年报上发表了《豆科植物属评论》。1842年，他定居赫里福德郡，帮助他的朋友德堪多编著著名的《植物界自然系统概论》。
1854年，他发现自己已经无力维系庞大的标本和图书收藏，将其捐给政府，但政府要组织一个基金维持在皇家植物园的研究，1855年，他移居伦敦，在植物园一周五天工作，直到去世。
1857年，英国政府制定一个用英语描述殖民地土生植物的规划，边沁于1861年写出第一部《香港植物》，包括很少人知道的香港巴豆，接着于1863年-1878年写出7卷本的《澳大利亚植物》，从1862年-1883年他写出了最长的著作《植物分属》，从1853年-1858年，他写出了最著名的著作《不列颠植物手册》，多次再版，被学生们用了将近一个世纪。
1859年，他被英国皇家学会授予皇家奖章，1862年被选为皇家学会会员，1878年被授予圣米迦勒及圣乔治勋章，1879年，被澳大利亚新南威尔士皇家学会授予克拉克奖章。
乔治·边沁1861年的《香港植物誌》收錄亨利·弗萊徹·漢斯等的植物研究。

## 所命名的分類
（列表可能不完整）
- 14个乔治·边沁命名的生物分类